# فرودگاه تریدویند
فرودگاه تریدویند  (به انگلیسی: Tradewind Airport) یک فرودگاه همگانی باربری با کد یاتا TDW است که یک باند فرود آسفالت دارد و طول باند آن ۱۵۵۴ متر است. این فرودگاه در شهر آماریلو، تگزاس کشور ایالات متحده آمریکا قرار دارد و در ارتفاع ۱۱۱۲ متری از سطح دریا واقع شده است.